# Герб Монтемора-у-Нову
Ге́рб Монтемо́ра-у-Но́ву — офіційний символ міста Монтемор-у-Нову, Португалія. Використовується як територіальний герб. У срібному щиті чорна гора, на якій височіє синій замок із трьома баштами, срібними вікнами і брамою. На горі центральної найвищої башти лежить зелений гранат із червоними зернинами; над гранатом — чорний латинський хрест.  Обабіч замку розташовані червоний півмісяць праворуч, рогами до центру, і червоне сонце ліворуч. Внизу щита чорну гору перетинає срібний міст із трьома арками, що стоїть у річці з шести срібних і синіх хвилястих смуг. Щит увінчує срібна мурована міська корона з п'ятьма вежами.  Під щитом біла стрічка, на якій великими літерами напис португальською: «cidade de Montemor-o-Novo» (місто Монтемор-у-Нову).  Офіційно затверджений 25 червня 1990 року. Створений на основі попереднього містечкового герба, ухваленого 31 березня 1987 року. 

## Галерея

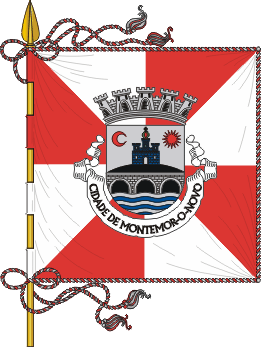
Прапор